# (464459) 2016 BE42
(464459) 2016 BE42 es un asteroide perteneciente al cinturón de asteroides, descubierto el 17 de febrero de 2007 por el equipo Spacewatch desde el Observatorio Nacional de Kitt Peak (Arizona, Estados Unidos).